# 之乎者也
《之乎者也》，是羅大佑在1982年所發行的首張創作專輯。其中鹿港小镇、光阴的故事、童年等成为他传唱最高的作品。

## 過程

### 投入創作（1974年－1980年）
羅大佑還沒有發行這張專輯之前，早就發表這張專輯的一些歌曲。1974年（民國63年），羅大佑在讀中國醫藥學院二年級時發表兩首歌曲，而且歌詞都是兩位文學家所寫的，分別是徐志摩的《歌》和余光中的《鄉愁四韻》；三年後，《歌》被選為《閃亮的日子》的電影插曲之一。1976年，羅大佑發表《錯誤》、《蒲公英》這兩首創作歌曲，其中《錯誤》的歌詞是羅大佑改寫於鄭愁予的同名散文。1979年，羅大佑花費30分鐘完成《戀曲1980》，這首歌是為中國醫藥學院護理系的學姊而創作的，同時發表《搖籃曲》、《童年》這兩首歌曲。1980年，羅大佑幫張艾嘉創作《光陰的故事》這首歌曲，這時也發表《將進酒》和《鹿港小鎮》這兩首歌曲；其中羅大佑上台北見習，當時台灣的十大建設已經完成，台北的農村景觀迅速地消失；他從台中上來時，有感覺到失去純樸之味，所以創作了《鹿港小鎮》。

### 籌備專輯（1980年－1982年）
後來羅大佑從中國醫藥學院畢業，就跟張艾嘉建立「果實音樂製作有限公司」（GOSH），執行籌製個人首張專輯；在錄製專輯過程中，羅大佑曾為了要解決音樂母帶交給日本的處理費用，向自己的父親借了一些錢。一年之後，羅大佑拿著自己的音樂母帶，四處尋找願意發行的唱片公司；接二連三被很多唱片公司拒絕之後，剛成立不久的滾石唱片接受羅大佑的音樂母帶；也在這段期間，羅大佑完成了《之乎者也》的創作。

### 發行專輯
1982年（民國71年）4月21日，羅大佑發行首張創作專輯《之乎者也》，就造成一股風波，那時共賣了十五萬張。後來《台灣流行音樂百張經典專輯》一書，將《之乎者也》選為1975年9月到1993年1月的第一名專輯。

## 评价
此专辑推出后广受好评，陶喆认为此专辑让他走上音乐道路，中國创作歌手汪峰认为这是最早最重要的国语摇滚专辑。

## 翻唱版本
鹿港小镇翻唱版本
- 任贤齐
- 动力火车
- 苏见信
- 周传雄
- 彭佳慧
- 杨宗纬
- 伍佰，陈信宏和张震岳合唱版
- 王力宏和丁当合唱版本
- 卓义峰
- 周深
- 野外合作社
- 汤晶锦

光阴的故事翻唱版本
- 成方圆
- 靳东
- 鹿晗
- 陈慧娴，马嘉祺，杨坤，张淇，萧敬腾，周传雄，大张伟，詹雯婷，杨丞琳，林志炫，张远，焦迈奇，陆虎，许靖韵在我们的歌合唱

## 曲目
- A面

1. 鹿港小鎮
2. 戀曲1980
3. 童年
4. 錯誤
5. 搖籃曲

- B面

1. 之乎者也
2. 鄉愁四韻
3. 將進酒
4. 光陰的故事
5. 蒲公英

## 獎項
- 中華音樂人交流協會台灣流行音樂200最佳專輯 （页面存档备份，存于）NO.1

## 資料來源
1. 1 2 3 4 5 6  . www.luodayou.net.   [2024-05-25]. （原始内容存档于2008-02-26）.
2. ↑  歌的故事 :《戀曲1980》的女主角 （页面存档备份，存于） (2007年3月10日引用)
3. ↑  歌的故事:從摩托車修理工到鹿港小鎮 （页面存档备份，存于） (2007年3月10日引用)
4. ↑  歷史報道:羅大佑和黃霑 （页面存档备份，存于） (2007年3月10日引用)
5. ↑  歷史的紀錄——述評羅大佑的一張重要專輯 （页面存档备份，存于） (2007年7月18日引用)
6. ↑  羅大佑作品全集:之乎者也 （页面存档备份，存于） (2007年3月10日引用)
7. ↑  最新消息:羅大佑：永遠不站在既得利益那邊 （页面存档备份，存于） (2007年3月10日引用)
8. ↑  各類排行榜整理 （页面存档备份，存于） (2007年3月11日引用)